# Автомагістраль 1 (Австралія)
Австралійська автомагістраль 1 — це мережа автомобільних доріг, які огинають країну, з’єднуючи всі столиці материка крім столиці країни Канберри. Загальна довжина приблизно 14,500 км це найдовша національна магістраль у світі, яка перевершує Транссибірську магістраль (понад 11,000 км) і Трансканадське шосе (8,030 км). Понад мільйон людей щодня проїжджають певною частиною мережі автомобільних доріг.

## Історія
Магістраль 1 було створено як частину Національної системи нумерації маршрутів, прийнятої в 1955 році. Маршрут складено з існуючої мережі доріг державного та місцевого значення. Шосе 1 є єдиним маршрутом, яким можна проїхати через усі штати Австралії, а також Північну територію. Багато інших національних маршрутів є притоками шосе 1.
За оригінальною схемою шосе 1 деякі основні транспортні маршрути, які проходили паралельно основному маршруту, були позначені Національним маршрутом Альтернатива 1. Більшість цих позначень маршрутів було замінено або на позначення маршруту штату, або на буквено-цифрове позначення маршруту, залежно від того, у якому штаті знаходиться ділянка. Приклад позначення Альтернативи 1, що залишився, знаходиться на старому маршруті Принсесс-шосе від Данденонга до Південного Мельбурна у Вікторії.

## Маршрут
Великі ділянки шосе 1 є спільними з Австралійським національним шосе, хоча вони не є синонімами. Там, де вони розходяться, шосе 1 слідує прибережним маршрутом, таким як Принсесс-шосе від Сіднея до Мельбурна, тоді як Національне шосе слідує внутрішнім (і загалом більш прямим) маршрутом між великими містами, такими як Автострада Х’юм від Сіднея до Мельбурна.

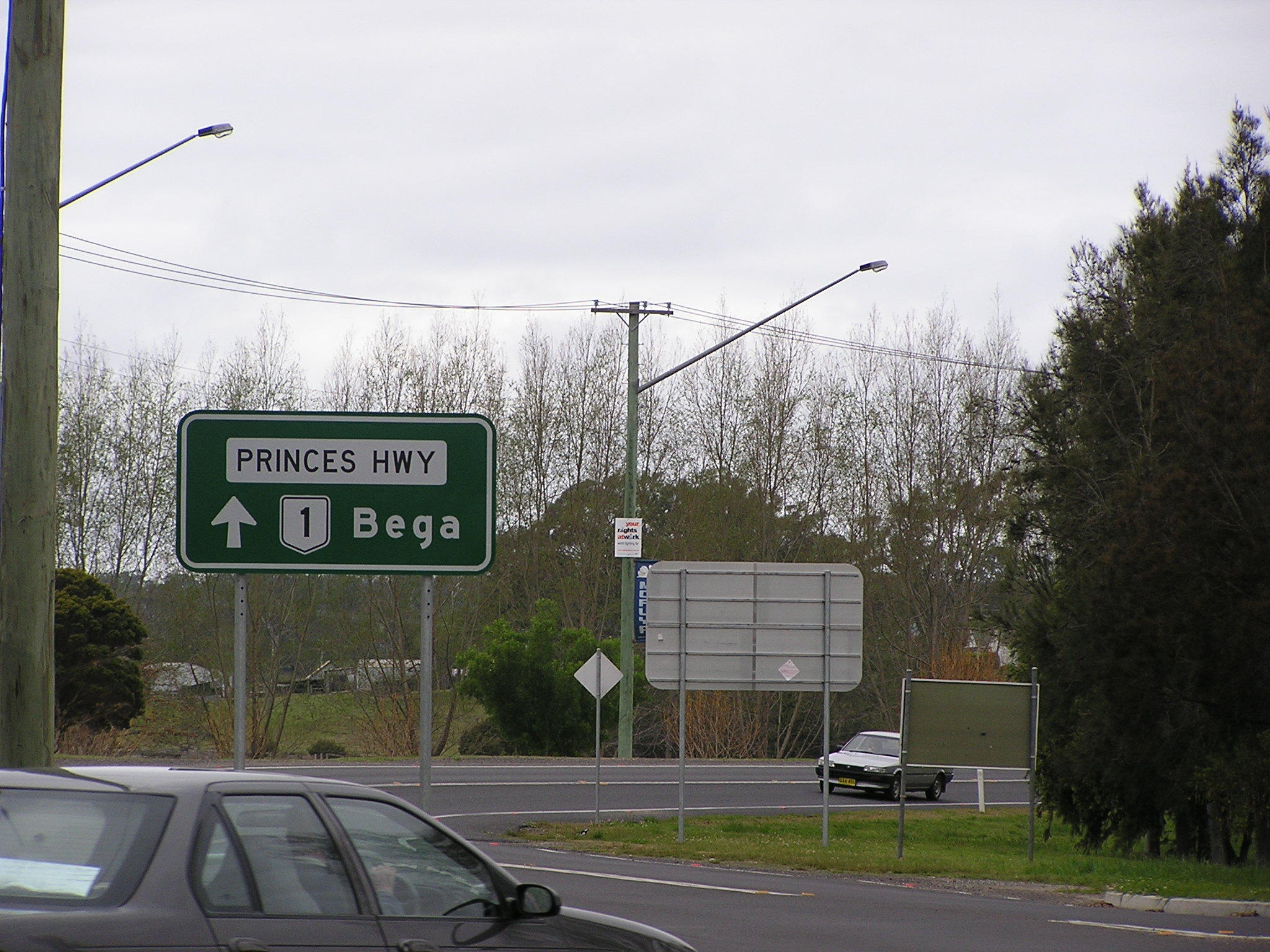
Принсесс-шосе, яке є частиною мережі Автомагістралі 1, у Моруї, Новий Південний Уельс

## Рекорди
18 червня 2017 року команда Автомагістраль 1 в пекло, встановила новий рекорд для повного кола Австралії. Хоча були попередні спроби (зокрема, рекорд Motor Magazine у 2004 році 6 днів, 8 годин і 52 хвилини), які пропускали вглиб країни безпосередньо до гори Іса, команда Автомагістраль 1 в пекло, подорожувала маршрутом Автомагістралі 1, пропускаючи ділянку дороги Тасманії яка (дорівнює 14,280 км) за 5 днів 13 годин 43 хвилини.